# Districte de Brno-město
El districte de Brno-město - (txec) Okres Brno-město - és un districte de la regió de Moràvia Meridional, a la República Txeca. La capital és Brno.

## Llista de municipis
Brno